# Čađavički Lug
Čađavički Lug is een plaats in de gemeente Čađavica in de Kroatische provincie Virovitica-Podravina. De plaats telt 316 inwoners (2001).